# Estado Mayor General de la Armada Imperial Japonesa

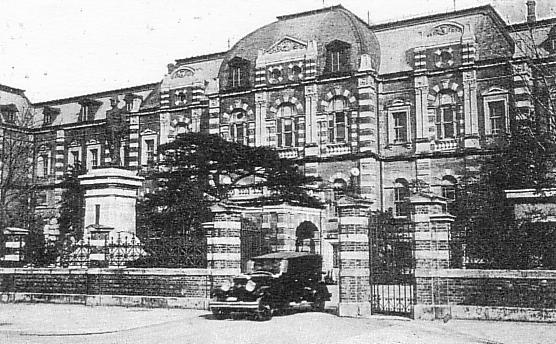
El Cuartel General del Estado Mayor General de la Armada en la década de 1930.

El Estado Mayor General de la Armada Imperial Japonesa (軍令部 Gunreibu?) era el órgano más alto dentro de la Armada Imperial Japonesa. A cargo de la planificación y las operaciones, estaba dirigido por un almirante con sede en Tokio.

## Historia
Creado en 1893, el Estado Mayor General de la Armada se hizo cargo de la autoridad operativa (y no administrativa) de la Armada Imperial Japonesa desde el Ministerio de Marina. Fue responsable de la planificación y ejecución de la estrategia de defensa nacional. A través del Cuartel General Imperial informaba directamente al Emperador, no al Primer Ministro, la Dieta de Japón o incluso el Ministerio de Marina. Siempre fue dirigido por un almirante en servicio activo, y tenía su sede en Tokio.
Después de la Conferencia Naval de Washington de 1921-22, donde Japón acordó mantener el tamaño de su flota más pequeño que el del Reino Unido y los Estados Unidos, la Armada Imperial Japonesa se dividió en facciones políticas mutuamente hostiles: la Facción de la Flota y la Facción del Tratado. El Ministerio de Marina tendía a ser una Facción pro-Tratado y estaba ansioso por mantener la alianza anglo-japonesa. Sin embargo, el Estado Mayor General de la Armada llegó a estar dominado por la Facción de la Flota y gradualmente ganó ascendencia en la década de 1930 con el aumento del militarismo japonés. El Estado Mayor General de la Armada empujó para llevar a cabo el ataque a Pearl Harbor contra los deseos del Ministerio de Marina, el cual era más diplomático.
Después de 1937, tanto el ministro de Marina como el jefe del Estado Mayor General de la Armada, eran miembros del Cuartel General Imperial. Con la derrota del Imperio del Japón en la Segunda Guerra Mundial, el Estado Mayor General de la Armada fue abolido junto con la Armada Imperial Japonesa por las autoridades de ocupación estadounidenses en noviembre de 1945.

## Organización
El Estado Mayor General de la Armada estaba organizado de la siguiente manera:
- 1.er Departamento: Oficina de Operaciones
  - 1.ª Sección: Operaciones
  - 2.ª Sección: Entrenamiento

- 2.do Departamento: Oficina de Armamento y Mobilización
  - 3.ª Sección: Armamento
  - 4.ª Sección: Mobilización

- 3.er Departamento: Oficina de Inteligencia
  - 5.ª Sección: Inteligencia para América
  - 6.ª Sección: Inteligencia para China
  - 7.ª Sección: Inteligencia para Unión Soviética
  - 8.ª Sección: Inteligencia para Reino Unido y Europa

- 4.to Departamento: Oficina de Comunicaciones
  - 9.ª Sección: Comunicaciones
  - 10.ª Sección: Criptografía

## Jefes del Estado Mayor General
| N.º | Nombre                    | Imagen             | Rango                    | Fecha                   | Fecha                    |
| N.º | Nombre                    | Imagen             | Rango                    | Comienzo                | Final                    |
| --- | ------------------------- | ------------------ | ------------------------ | ----------------------- | ------------------------ |
| 1   | Barón Toshiyoshi Itō      |                    | Contraalmirante          | 8 de marzo de 1889      | 17 de mayo de 1889       |
| 2   | Barón Shinanojō Arichi    |                    | Contraalmirante          | 17 de mayo de 1889      | 17 de junio de 1891      |
| 3   | Vizconde Yoshika Inoue    |                    | Contraalmirante          | 17 de junio de 1891     | 12 de diciembre de 1892  |
| 4   | Conde Kuranosuke Nakamuta |                    | Vicealmirante            | 12 de diciembre de 1892 | 18 de julio de 1894      |
| 5   | Conde Sukenori Kabayama   |                    | Vicealmirante            | 18 de julio de 1894     | 5 de mayo de 1895        |
| 5   | Conde Sukenori Kabayama   | Almirante          | 5 de mayo de 1895        | 11 de mayo de 1895      |                          |
| 6   | Conde Sukeyuki Itō        |                    | Vicealmirante            | 11 de mayo de 1895      | 28 de septiembre de 1895 |
| 6   | Conde Sukeyuki Itō        | Almirante          | 28 de septiembre de 1895 | 31 de enero de 1905     |                          |
| 6   | Conde Sukeyuki Itō        | Almirante de flota | 31 de enero de 1905      | 20 de diciembre de 1905 |                          |
| 7   | Marqués Tōgō Heihachirō   |                    | Almirante                | 20 de diciembre de 1905 | 1 de diciembre de 1909   |
| 8   | Barón Ijūin Gorō          |                    | Vicealmirante            | 1 de diciembre de 1909  | 1 de diciembre de 1910   |
| 8   | Barón Ijūin Gorō          | Almirante          | 1 de diciembre de 1910   | 22 de abril de 1914     |                          |
| 9   | Barón Hayao Shimamura     |                    | Vicealmirante            | 22 de abril de 1914     | 28 de agosto de 1915     |
| 9   | Barón Hayao Shimamura     | Almirante          | 28 de agosto de 1915     | 1 de diciembre de 1920  |                          |
| 10  | Barón Gentarō Yamashita   |                    | Almirante                | 1 de diciembre de 1920  | 15 de abril de 1925      |
| 11  | Barón Kantarō Suzuki      |                    | Almirante                | 15 de abril de 1925     | 22 de enero de 1929      |
| 12  | Kanji Katō                |                    | Almirante                | 22 de enero de 1929     | 11 de junio de 1930      |
| 13  | Naomi Taniguchi           |                    | Almirante                | 11 de junio de 1930     | 2 de febrero de 1932     |
| 14  | Príncipe Fushimi Hiroyasu |                    | Almirante                | 2 de febrero de 1932    | 27 de mayo de 1932       |
| 14  | Príncipe Fushimi Hiroyasu | Almirante de flota | 27 de mayo de 1932       | 9 de abril de 1941      |                          |
| 15  | Osami Nagano              |                    | Almirante                | 9 de abril de 1941      | 21 de junio de 1943      |
| 15  | Osami Nagano              | Almirante de flota | 21 de junio de 1943      | 21 de febrero de 1944   |                          |
| 16  | Shigetarō Shimada         |                    | Almirante                | 21 de febrero de 1944   | 2 de agosto de 1944      |
| 17  | Koshirō Oikawa            |                    | Almirante                | 2 de agosto de 1944     | 29 de mayo de 1945       |
| 18  | Soemu Toyoda              |                    | Almirante                | 29 de mayo de 1945      | 15 de octubre de 1945    |